# Jack the Ripper (computerspel uit 1987)
Jack the Ripper is een tekstadventure dat in 1987 door CRL uitgebracht werd voor de Commodore 64, Amstrad CPC en ZX Spectrum homecomputers. Het avonturenspel is gebaseerd op de beruchte moorden van Jack the Ripper in Londen in de jaren 1880.

## Verhaal
Een moordenaar zwerft rond in de Londense wijk East End en de politie verdenkt de speler ervan verantwoordelijk te zijn. De speler moet zijn naam zuiveren door de echte dader te ontmaskeren.

## Verloop van het spel
Jack the Ripper is een standaard tekstadventure met geanimeerde graphics op sommige plaatsen om de toon te zetten en sfeer te creëren. Het spel accepteert de invoer van volledige volzinnen, inclusief het gebruik van bijwoorden. Het spel wordt in realtime gespeeld: de tijd verstrijkt wanneer de speler geen actie onderneemt en ondertussen kunnen er in de spelwereld gebeurtenissen plaatsvinden. 

## Ontvangst
Net als de vorige CRL tekstadventures Dracula en Frankenstein kreeg ook Jack the Ripper een certificatie van de British Board of Censors. Jack the Ripper was het eerste computerspel dat een 18-certificaat kreeg omwille van zijn graphics met bloederige scènes.